# Alrededores de Orizaba
Alrededores de Orizaba (dt. Umland von Orizaba) ist der gebräuchliche Sammelbegriff zur Bezeichnung von Sehenswürdigkeiten in der unmittelbaren Umgebung der Stadt Orizaba im mexikanischen Bundesstaat Veracruz.

## Sehenswürdigkeiten
Zu den bedeutendsten Sehenswürdigkeiten im Gebiet der Altas Montañas de Veracruz bei Orizaba zählen:
- Cascada del Elefante y los 500 Escalones

Der „Elefantenwasserfall und die 500 Stufen“ befinden sich an der östlichen Stadtgrenze von Orizaba auf der anderen Seite des äußeren Rings der Carretera Federal 150, die die mexikanische Hauptstadt mit der Hafenstadt Veracruz verbindet. Der Wasserfall, der je nach Quelle zwischen zwanzig und dreißig Metern misst, erhielt diesen Namen, weil seine Form dem Kopf eines Elefanten ähnelt. Eine Treppe mit 500 Stufen (in Spanisch Escalones) führt zum Grund herab.
- Manantial de Matzinga

Die „Wasserquelle von Matzinga“, die sich vier Kilometer südlich des Zentrums von Orizaba am Fuß der Sierra de Zongólica befindet, ist eine Lagune mit Schwimmgelegenheit. Ihr Wasserlauf verbindet sich später mit dem Río Blanco.
- Cañón de la Carbonera

Der „Kohlen-Canyon“ befindet sich westlich von Orizaba bei Nogales. Er erstreckt sich über eine Länge von achteinhalb Kilometern, in denen sich zwischen 100 und 450 Meter tiefe Schluchten sowie diverse Wasserfälle, Tunnel und Felsen befinden.